# 2 Dywizja Reflektorów Przeciwlotniczych

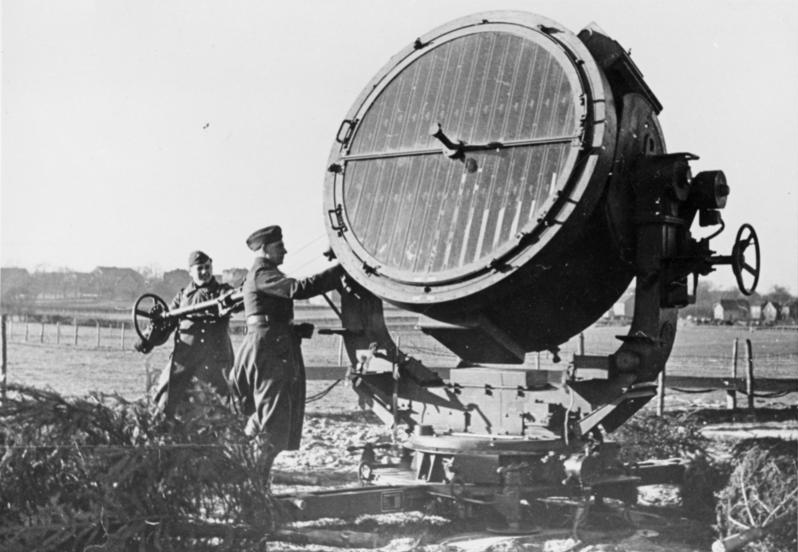
Niemiecki reflektor przeciwlotniczy, 1940

2 Dywizja Reflektorów Przeciwlotniczych (niem. 2. Flakscheinwerfer-Division) – niemiecka dywizja reflektorów przeciwlotniczych z okresu II wojny światowej.
Jednostkę utworzono 1 sierpnia 1941 r. na bazie utworzonej rok wcześniej w Arnhem II Brygady Reflektorów Przeciwlotniczych. Była odpowiedzialna za wykrywanie brytyjskich bombowców przelatujących nad północnymi Niemcami. Zadaniem reflektorów przeciwlotniczych było skierowanie myśliwców w kierunku nadlatujących samolotów bombowych poprzez ich oświetlenie. W związku ze zmianą taktyki niemieckich nocnych myśliwców dywizję rozwiązano 31 lipca 1942 r. Jej jedynym dowódcą był Oberst Heino von Rantzau.

## Skład bojowy dywizji
- 5 pułk reflektorów przeciwlotniczych (Flak-Scheinwerfer-Regiment 5)
- 6 pułk reflektorów przeciwlotniczych (Flak-Scheinwerfer-Regiment 6)
- 7 pułk reflektorów przeciwlotniczych (Flak-Scheinwerfer-Regiment 7)
- 8 pułk reflektorów przeciwlotniczych (Flak-Scheinwerfer-Regiment 8)
- 203. lotniczy pułk łączności (Luftnachrichten-Regiment 203)
- dywizyjne oddziały zaopatrzeniowe